# Cabinet des Chats
Le cabinet des Chats ou le musée du Chat (en néerlandais : Kattenkabinet, stylisé « KattenKabinet ») est un musée d'art privé situé à Amsterdam, aux Pays-Bas, qui présente des œuvres représentant des chats.

## Historique
Le musée est établi dans une maison de maître bâtie en 1667 — en même temps que la maison jumelle adjacente au numéro 499 — pour les frères patriciens Willem et Adriaen van Loon. Par un tirage au sort, Willem a reçu la maison abritant le musée. Plus tard, la maison fut habitée par le bourgmestre d'Amsterdam Jan Calkoen, puis par Engelbert François van Berckel (nl).
En 1985, le bâtiment a été restauré par l'antiquaire Bob Meijer qui a fondé en 1990 le musée en mémoire de son matou roux John Pierpont Morgan (du nom du banquier américain JP Morgan).
En 2004, Le musée a servi de lieu de tournage pour Ocean's Twelve.

## Description
Le musée est situé au Herengracht 497, au bord du canal, dans le Gouden Bocht (nl) (Coude d'or) et occupe le bel étage du bâtiment. Les œuvres sont exposées dans cinq pièces de style ainsi qu'au jardin.
La collection comprend des peintures, dessins, sculptures, affiches, photographies et autres œuvres d'art d'artistes comme Pablo Picasso, Rembrandt, Henri de Toulouse-Lautrec, Henriëtte Ronner-Knip, Leonor Fini, Tsugouharu Foujita, Corneille, Sal Meijer (nl), Théophile Steinlen, Jacques Cauda ou Jože Ciuha.
Le propriétaire habite au deuxième étage de l'immeuble, ainsi, il y a des chats en liberté dans le musée.

## Galerie de photos

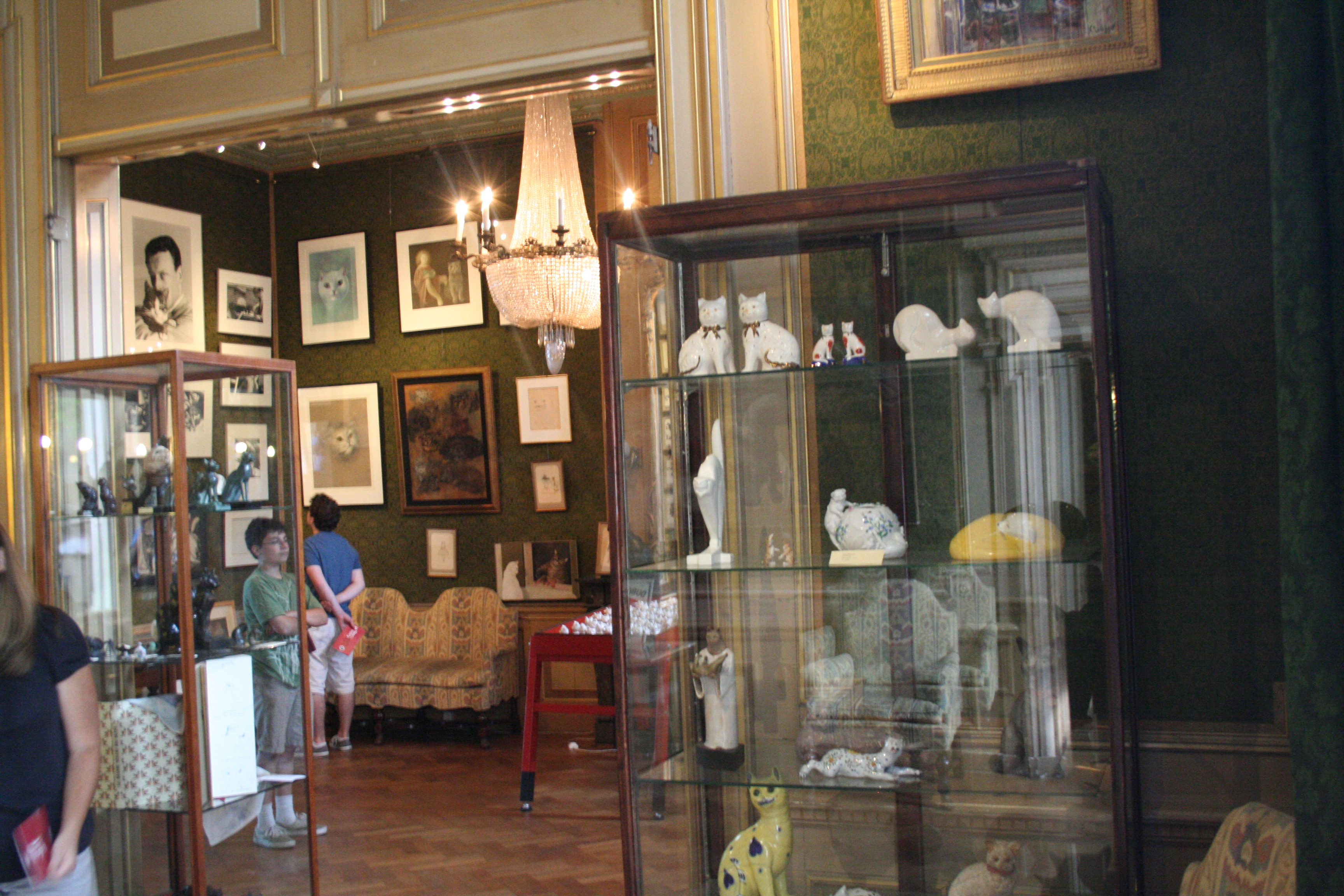
À l'intérieur du musée
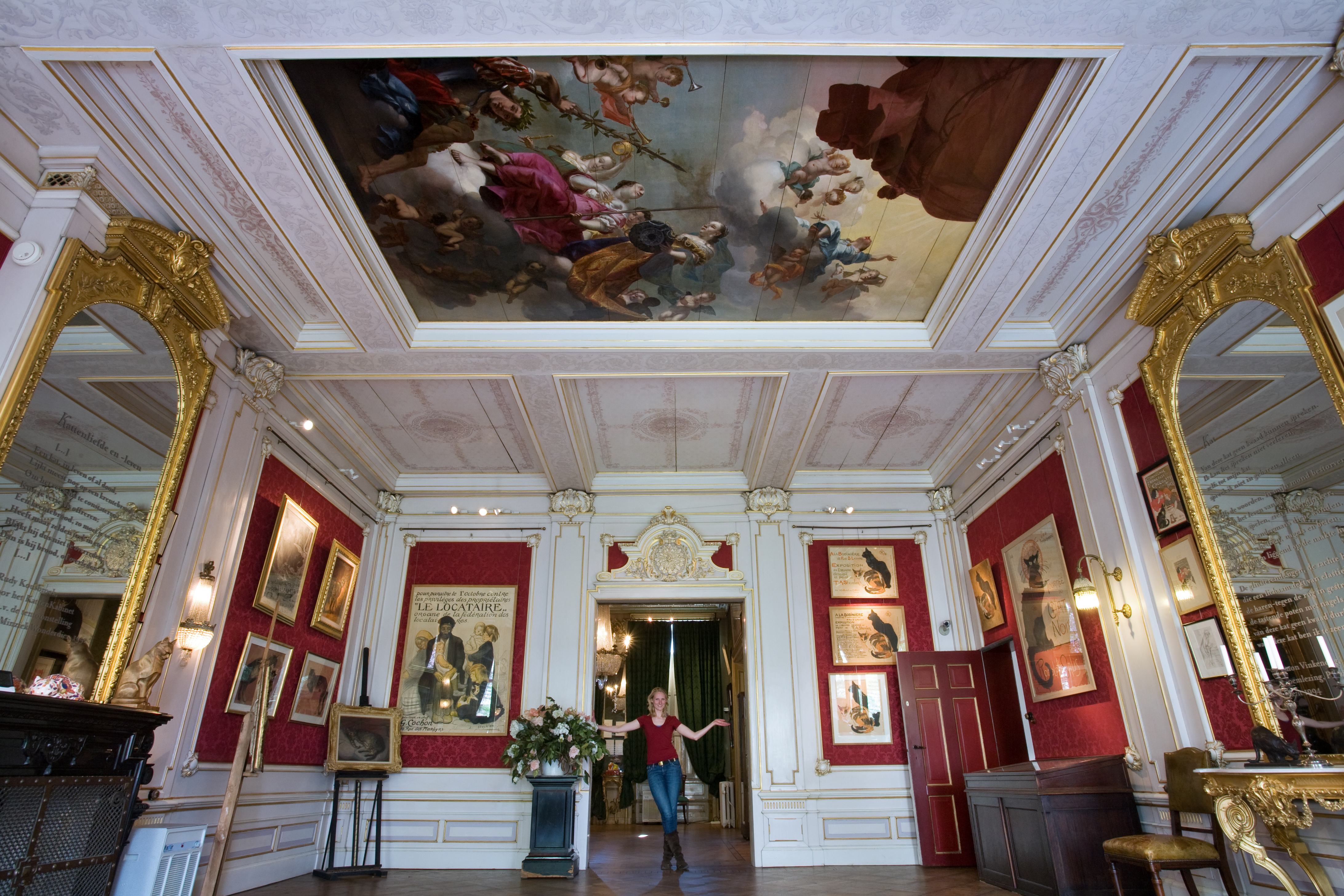
Peinture de plafond datant du XVIIe siècle
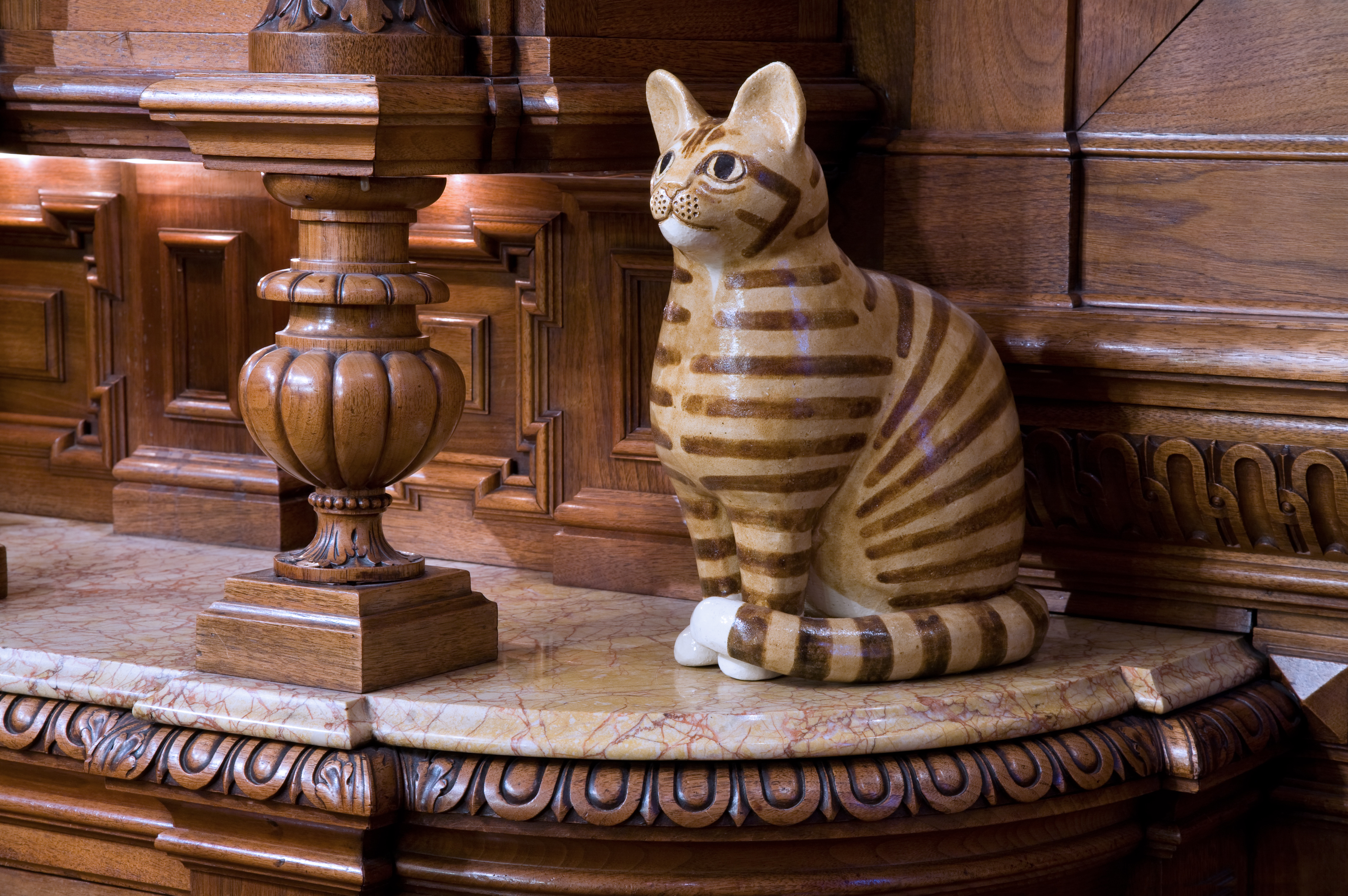
À l'intérieur du musée
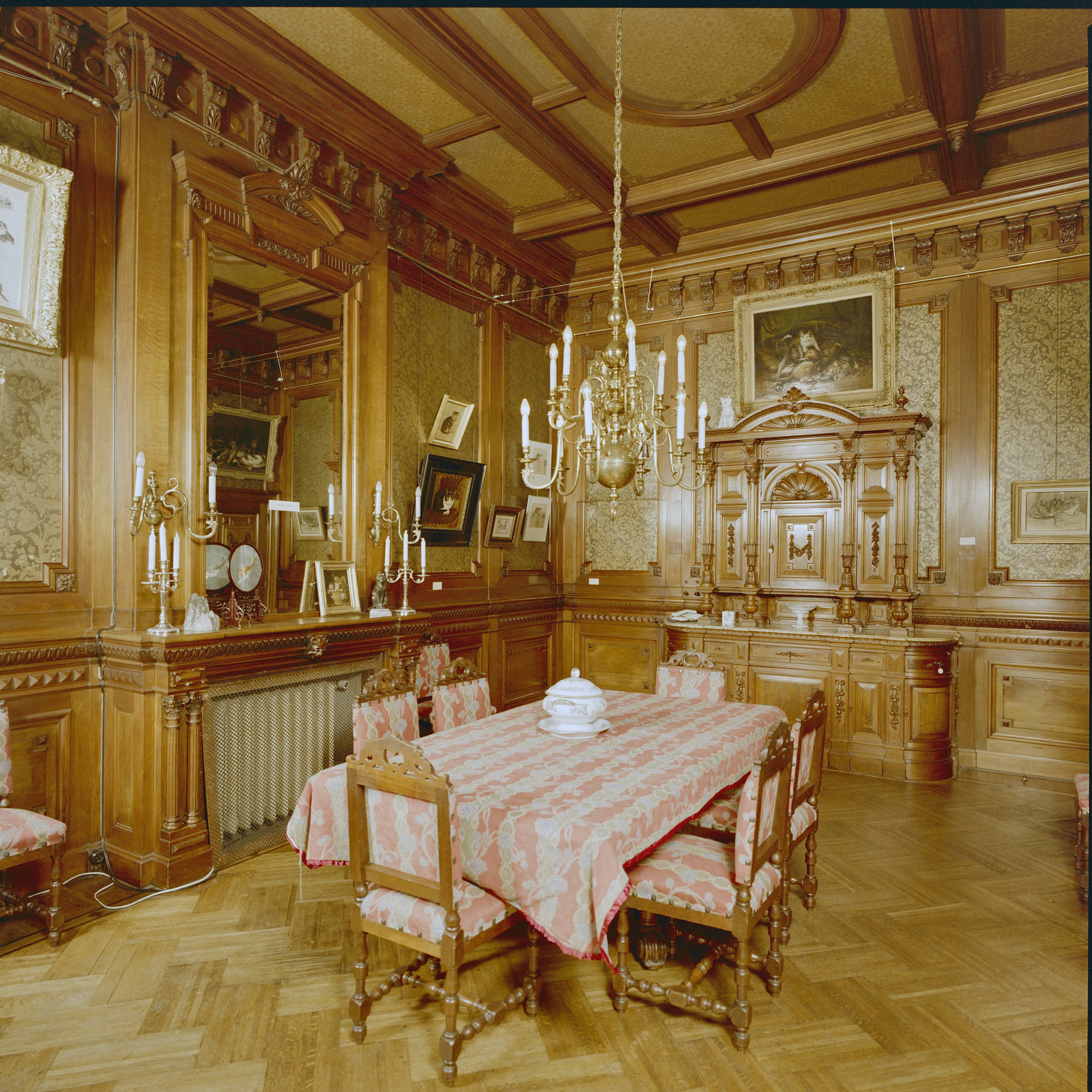
L'arrière-chambre
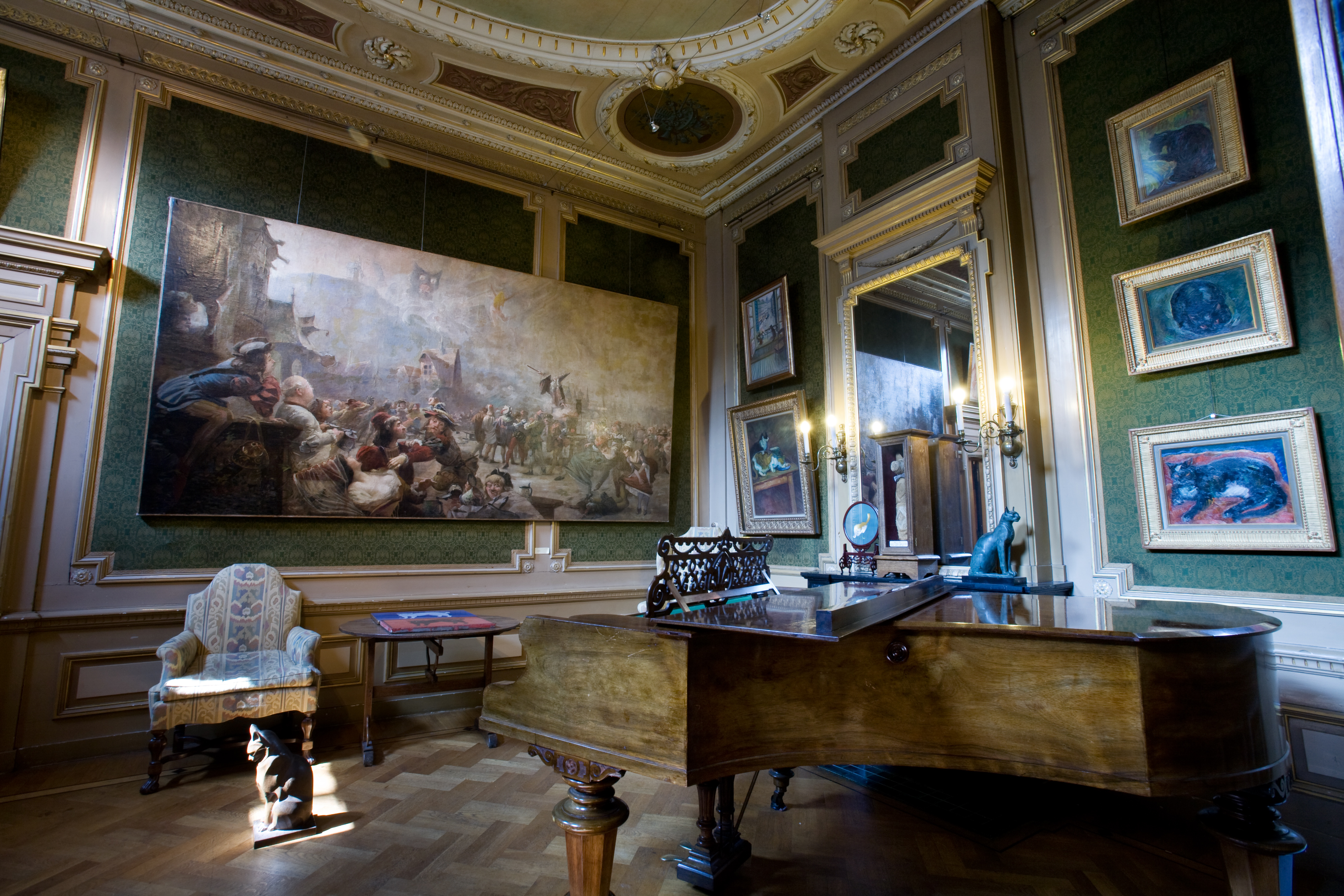
À l'intérieur du musée